# Johann Friedrich Metz
Johann Friedrich Metz (* 1. September 1720 oder 1724 in Tübingen; † 22. Juli 1782 in Frankfurt am Main) war ein deutscher Mediziner. Bekannt ist er vor allem durch eine Behandlung des jungen Goethe im Jahr 1768/69.

## Leben
Metz promovierte in Halle 1751 unter dem Dekanat von Michael Alberti, wie das Titelblatt seiner Dissertation zu erkennen gibt. Der Titel der lateinischen Dissertation lautet:  Dissertatio Inauguralis Medica Sistens Noli Me Tangere Medicum Sive Morbos, Quos Tangere Non Licet, Hendel, Halle-Magdeburg 1751. Er war Sohn eines gleichnamigen Bäckermeisters und Universitätskastenknechtes, welcher für den Tübinger Universitätskornspeicher zuständig war. Er war zudem auch wie sein Vater Alchimist. Er studierte Medizin in Tübingen und Halle (Saale) und eröffnete eine Praxis in Offenbach am Main. Im Jahr 1765 erhielt Metz das Frankfurter Bürgerrecht gegen den Widerstand der Frankfurter Ärzteschaft, die versuchte, ihm die Eröffnung einer eigenen Arztpraxis zu verwehren.
Vermutlich auf Empfehlung Susanne von Klettenbergs wurde Metz im Winter 1768/69 einer von Goethes Ärzten und neben dem Hausarzt der Familie Goethe, Johann Philipp Burggrave, in die medikamentöse Behandlung des Halsgeschwüres hinzugezogen, an dem Goethe nach seiner Rückkehr aus Leipzig litt. Metz war offenbar ein tüchtiger Arzt und überzeugter und hermetisch-pansophisch beeinflusster Pietist und pflegte eine Freundschaft zu dem schwäbischen Theologen und Pietisten Friedrich Christoph Oetinger.  Metz verabreichte Goethe wohl auch alchimistische Medizin und empfahl ihm darüber hinaus „Lektüre von alchemistisch-chemischer Literatur“. Dieser Empfehlung war Goethe offenkundig nachgekommen.

### Die operative Entfernung einer Halsgeschwulst bei Goethe 1768/69
Die operative Behandlung von Goethes Halsgeschwulst 1768 führte nicht Metz, sondern ein Frankfurter Chirurgus namens Crisp durch. Der ist wohl eher zu den Badern bzw. Barbieren als den Ärzten zuzurechnen.
Crisp, der die operative Entfernung der Halsgeschwulst vorgenommen hatte, gehörte ebenso wie Metz in den Kreis der Frankfurter Pietisten.

### Rezeption
In das 8. Buch Dichtung und Wahrheit ließ der Dichterfürst Goethe den Chirurgus Crisp und den Arzt Metz eingehen, ohne diese namentlich zu nennen, aber mit einer Charakterisierung, die auch die Zugehörigkeit zu den Pietisten erwähnt.  Namentliche Erwähnung ließ Goethe aber in seinen Briefen und Tagebüchern erfolgen. Im Unterschied zu Metz ist Crisp wohl nur durch die Operation an Goethe 1768 rezipiert worden (insbesondere von Goethe selbst) bzw. in Erinnerung geblieben. Die Rolle des Chirurgus fand auch im Wilhelm Meisters Lehrjahre Eingang.

## Varia
In Halle gab es einen Professor der Philosophie namens Johann Albrecht Friedrich Metz, von dem aber der Catalogus Professorum Halensis sonst, außer dass er am 22. April 1733 in Halle außerordentlicher Professor für Philosophie wurde und aus dem Württembergischen stammte und Halle bald wieder verließ, nichts zu sagen lässt. Möglicherweise ist der mit dem Arzt Johann Friedrich Metz verwandt, wofür die Ähnlichkeit der Namensgebung und die Herkunftsregion spräche. Der Arzt Johann Friedrich Metz wiederum kann unmöglich dieselbe Person sein, weil er zur Zeit der Ernennung zum außerordentlichen Professor für Philosophie in Halle von Johann Albrecht Friedrich Metz ganze 13 Jahre alt gewesen war. Auch der Vater von Johann Friedrich Metz, der ebenso hieß, scheidet aus, da dieser in Tübingen Universitätskastenknecht war.